# Westendstraße 1
Westendstraße 1 (Вестендштрассе 1) — офисный небоскрёб, расположенный в районе Франкфурт-Вестенд города Франкфурт-на-Майне (округ Дармштадт, Гессен, Германия). Имея высоту 208 метров, занимает 3-ю строчку в списке самых высоких зданий города и всей Германии, 18-ю строчку в списке самых высоких зданий ЕС и 41-ю строчку в списке самых высоких зданий Европы (включая Россию).

## Описание
Фасад небоскрёба облицован тонким золочёным гранитом, что издалека придаёт зданию ярко-белый цвет. Вершину небоскрёба украшает стальная полукруглая «корона» весом 95 тонн. У входа в здание установлена скульптура Класа Олденбурга и Коосье ван Брюггена «Перевёрнутый воротничок и галстук».

Westendstraße 1 совместно со стоящим рядом небоскрёбом City-Haus I образует штаб-квартиру третьего по величине банка Германии — DZ Bank.

В 1995 году Westendstraße 1 получил награду «Лучшее здание года» в категории «Многофункциональные небоскрёбы» от Американской палаты архитекторов. В 2001 году в городе Рамат-Ган (Израиль) по образцу Westendstraße 1 был построен небоскрёб Моше Авив.
Основные характеристики
- Строительство: с 1990 по 1993 год
- Высота: 208 м (архитектурная), 3,6 м (от пола до потолка этажа)
- Этажей: 53 + 3 подземных
- Лифтов: 25
- Площадь помещений: 80 700 м²
- Стоимость строительства: 400 млн $
- Архитектор: Kohn Pedersen Fox[англ.]
- Главный подрядчик: Hochtief